# Gochar
Gochar  es un pueblo y nagar Panchayat situado en el distrito de Chamoli,  en el estado de Uttarakhand (India). Su población es de 8864 habitantes (2011). Se encuentra en la orilla izquierda del río Alaknanda.

## Demografía
Según el censo de 2011 la población de Gochar  era de 8864 habitantes, de los cuales 4707 eran hombres y 4157 eran mujeres. Gochar  tiene una tasa media de alfabetización del 90,14%, superior a la media estatal del 78,82%: la alfabetización masculina es del 95,16%, y la alfabetización femenina del 84,46%.